# Harkányi Ödön
Harkányi Ödön, Henk (Budapest, 1914. január 17. – 2002) magyar színművész.

## Életpályája
Henk Ödön Manó és Schmidhauer Mária fiaként született. 1933-1936 között az Országos Magyar Királyi Színművészeti Akadémia hallgatója volt. 1936. november 15-én Budapesten feleségül vette Prok Anna Juliannát, ekkor kereskedő volt a foglalkozása.
Első szerződése Kardos Gyula társulatához kötötte, majd Debrecenben, Kassán, Pécsett és Szegeden játszott. 1960-tól a Jókai, majd a Thália Színház tagja volt. 1964-1974 között a Magyar Rádió Irodalmi Színpadán szerepelt. Utolsó bemutatója 1980-ban volt. 2002-ben hunyt el, július 16-án délután helyezték örök nyugalomra a Rákoskeresztúri Új köztemetőben.

## Fontosabb színházi szerepei
- William Shakespeare: Vihar... Alonso, nápolyi király
- Molière: Tartuffe... Rendőrtiszt
- Georg Büchner: Woyzeck... Árus
- George Bernard Shaw: A cárnő... Nariskin
- Erich Kästner – Arisztophanész: Vigyázat, béke!... Ampitheos
- Bertolt Brecht: Állítsátok meg Arturo Uit!... Bíró
- Bertolt Brecht: Szókratész tüskéje... Küldött
- Luigi Pirandello: Az ördöngös... Bíró
- John Osborne: Bamberg-vér... Érsek
- Csiky Gergely: Ingyenélők... Ordas Péter
- Babits Mihály: A második ének... A királyi csősz, Zéta Éta Théta
- Molnár Ferenc: Hattyú... Wunderlich ezredes
- Németh László: Husz János... Krepka, cseh úr
- Zilahy Lajos: A tizenkettedik óra... Szárnysegéd
- Király Dezső: A hatalom eredete... Második ősember
- Mezei András: Messziről érkezett virág... Második városbeli
- Kolozsvári Grandpierre Emil: A ló két oldala... A japán küldött
- Fehér Klára: Furcsa éjszaka... Süket
- Gáspár Margit: Égiháború... Főorvos
- Devecseri Gábor: Odüsszeusz szerelmei... Eumaiosz
- Gosztonyi János: Tiszta szívvel... Kórusvezető
- Urbán Ernő: Tűzkeresztség... Viszket Jakab
- Kálmán Imre: Az obsitos... Bezirker
- Berté Henrik: Három a kislány... Karmester

## Magyar Rádió
- Katajev, Valentin: Egy nap az üdülőben (1949)
- Kemény Egon – Gál György Sándor – Erdődy János: Komáromi farsang (1957)
- Alexandre Dumas: Olifus apó házasságai (1968)
- Zoltán Péter: A legendás szalmakalap (1968)
- "Fölöttem csak a csillagvilágok..." - Rádiókompozíció Goethe műveiből (1969)
- Dosztojevszkij: A Karamazov testvérek (1971)
- London, Jack: Aranyásók Alaszkában (1971)
- Stendhal: A besanconi vádlott (1972)
- Alfred Döblin: Berlin-Alexanderplatz (1973)
- Berza László: Reguly Antal (1974)
- Csehov, Anton Pavlovics: Színészhistóriák (1974)
- Berza László: Magyar László a fekete kontinensen (1975)
- Szergej Szártákov: Ragyogj csillag! (1977)
- Moldova György: Az ötödik sípszó (1978)
- Gordan Mihic: Kis árva agrak (1982)
- ÍRÓVÁ AVATNAK - Gelléri Andor Endre indulása (1982)
- ÍRÓVÁ AVATNAK - Sütő András indulása (1982)
- Zimre Péter: Köszönjük, Mr. Bell! (1983)
- Herczeg Ferenc: Az élet kapuja (1994)

## Film- és tévészerepei
- Háry János (1965)
- Othello Gyulaházán (1966)
- Princ, a katona (1967)
- Utazás a koponyám körül (1970)
- A danaida (1971)
- A fekete város (1972)
- Robog az úthenger (1976)
- Sakk-matt (1977)
- Abigél (1978)
- Különös házasság (1984)
- Szomszédok (1987)
- Nyolc évszak (1987)